# Malondialdehyde
Malondialdehyde is de organische verbinding met de formule CH2(CHO)2. De structuur van dit molecule is complexer dan de formule suggereert. Deze stof komt in de natuur voor en is een marker voor oxidatieve stress.